# Javier Otano
Javier Otano Cid (Tudela, 1946) é um político navarro. Foi Secretário Geral do PSN-PSOE entre 1994 e 1996 e presidente do Governo de Navarra entre 1995 e 1996.
Licenciado em Filosofia e Letras, sendo professor. Em 1983 e 1987 foi eleito parlamentar na candidatura do Partido Socialista de Navarra (PSN). Também obteve assentos nas eleições de 1991; nesta ocasião alcançou a Presidência do Parlamento de Navarra, cargo que desempenhou até 1995.
Em 1995 encabeçou a lista do PSN-PSOE nas eleições ao Parlamento de Navarra, que obteve onze assentos. Designado candidato à Presidência do Governo de Navarra, foi eleito Presidente com os votos de PSN (Partido Socialista de Navarra), CDN (Convergência de Democratas de Navarra) e EA.
Em julho de 1995 tomou posse como Presidente do Governo de Navarra, cargo que ocupou até junho de 1996, momento em que se demitiu, devido ao chamado "Caso Otano".
Após abandonar a política, voltou a dar aulas de espanhol e Literatura.